# Constel·lació de la Popa
La Popa (Puppis) és una constel·lació de l'hemisferi sud. És la part més gran d'aquelles en què es va dividir Argo Navis (la constel·lació de la Nau Argo).
Fou inclosa en el seu origen per Claudi Ptolemeu en la immensa constel·lació de la Nau Argo, que Nicolas-Louis de Lacaille dividí en quatre constel·lacions distintes.

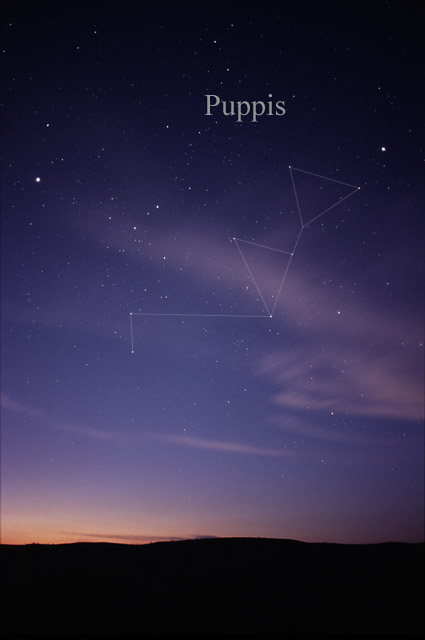

Per trobar la Popa, imaginau una línia entre Sirius (α Canis Majoris) i Canopus (α Carinae). La Popa es troba entre 10 º i 20 º a l'est d'aquesta línia.

## Característiques destacables

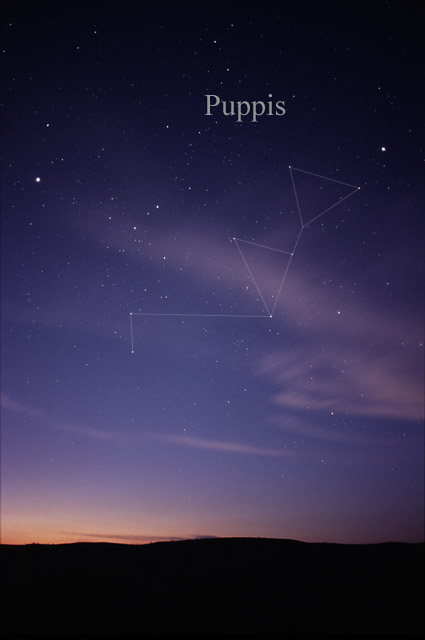
Constel·lació de la Popa

Com la Popa va ser originalment part d'Argo Navis, no té estrelles amb denominació de Bayer α a ε, estant aquestes en Carina i Vela. Per això, la seva estrella més brillant és ζ Puppis, coneguda com Naos, supergigant blau excepcionalment calent amb una temperatura superficial de 42 000 K. És una de les escasses estrelles de tipus espectral O visible sense necessitat de binoculars. Amb una massa entre 22 i 40 masses solars, acabarà la seva vida esclatant com una espectacular supernova.
El segon astre més brillant en la constel·lació és π Puppis, supergigant ataronjada de tipus K3Ib que forma part del cúmul obert Collinder 135, sent la component més massiva del mateix.
Tureis, nom que rep ρ Puppis, és la tercera estrella més brillant de Puppis; és una gegant blanc-groga lleugerament variable distant 63 anys llum.
El segueix en brillant τ Puppis, ocasionalment anomenada Rehla, una gegant taronja amb un radi 26 vegades més gran que el del Sol. És una binària espectroscòpica el període orbital de la qual és de 1066 dies (2,91 anys).
ν Puppis és una geganta blanc-blava de tipus espectral B8III a 371 anys llum de distància del sistema solar.
Tot i això, fa 3,6 milions d'anys es va acostar a només 26 anys llum, per la qual cosa la seva brillantor va assolir magnitud aparent -2,57, sent molt més brillant que qualsevol de les estrelles visibles actualment.
Azmidi o Azmidiske (ξ Puppis) és una altra estrella amb nom propi, una distant superegant groga de tipus G6Ib situada a uns 1300 anys llum.
171 Puppis és una nana groga de tipus espectral F9V relativament propera, ja que es troba a 49,6 anys llum. És una estrella antiga amb una abundància en ferro equivalent al 15% de la solar i la cinemàtica de la qual correspon a una estrella del disc gruixut.
Una mica més allunyada —a 54 anys llum—, 9 Puppis és una binària visual de tipus G1V les components de la qual, de massa gairebé igual a la del Sol, tenen un període orbital de 23 anys en una òrbita summament excèntrica (ε = 0,74).
Lleugerament més allunyada, HD 53705 és una altra nana groga de tipus G1.5V més antiga que el Sol, amb una edat estimada de 8560 milions d'anys.
A 84 anys llum de la Terra està situada HD 44594, possible bessó solar també de tipus espectral G1.5V amb característiques físiques molt semblants a les de la nostra estrella.

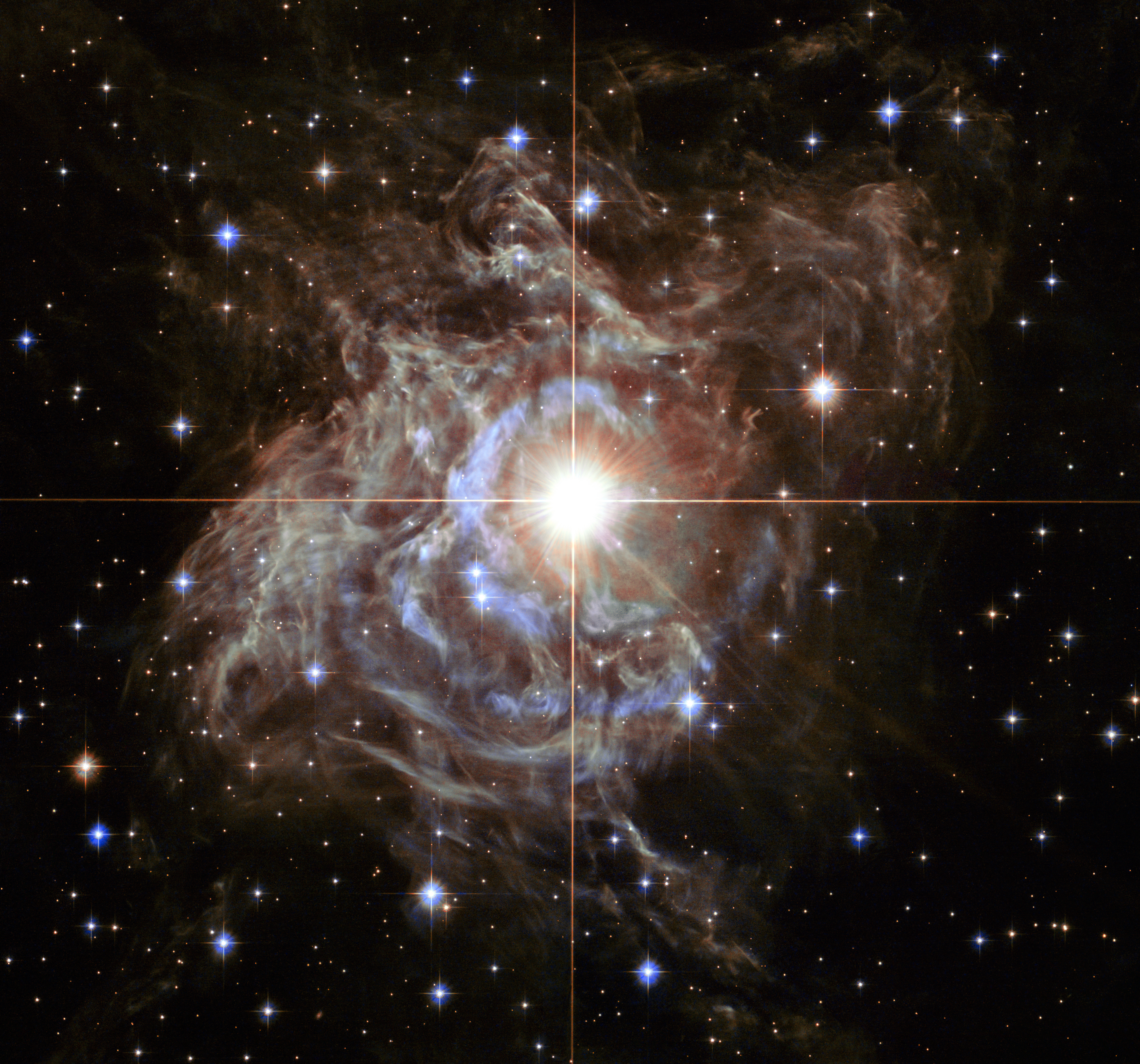
RS Puppis, al centre de la imatge, embolicada en un capoll de pols il·luminat per la pròpia estrella(Crèdits: NASA, ESA, Hubble Heritage)

Quant a estrelles variables, en aquesta constel·lació es troba L2 Puppis, gegant vermella i variable semiregular la variació de la qual de brillantor és de 3,6 de magnitud; en els períodes de brillantor màxim és la segona estrella més brillant de Puppis. S'han trobat indicis d'un possible exoplaneta al voltant d'aquesta estrella, de massa molt incerta, per la qual cosa podria ser només una densa acumulació de gas i pols.
D'altra banda, R Puppis és una distant supergegant de tipus G descrita com a pseudo-cefeida, ja que manifesta variacions de brillantor similars a les de les cefeides encara menys regulars.
RS Puppis sí que és una coneguda cefeida clàssica enquadrada en aquesta constel·lació la brillantor de la qual oscil·la entre magnitud +6,52 i +7,67 en un període de 41,39 dies; en estar envoltada d'una nebulosa s'ha pogut mesurar la distància que ens separa d'ella amb un error de només l'1%.
Una altra variable singular és V Puppis, binària eclipsant composta per una estrella blava de la seqüència principal i una subgegant; ambdues estrelles orbiten al voltant d'un objecte massiu que no emet llum, per la qual cosa es pensa que és un forat negre, el romanent estel·lar d'una estrella que va explotar com supernova.

## Estrelles principals
Les designacions segons l'lletres gregues van ser assignades a les estrelles més d'un segle abans de la divisió de la Nau Argo, cada una de les quatre constel·lacions resultat de la partició han heretat algunes d'aquestes lletres; en conseqüència li manquen algunes lletres.

### Naos (ζPuppis)
ζ Puppis s'anomena Naos, la qual cosa significa en grec «Vaixell» i defineix la seva pertinença a la constel·lació de Puppis. Naos és l'estrella més brillant de la constel·lació (α, β i ε estan a Carina, γ i δ a Vela amb una magnitud aparent de 2,21.
Malgrat la seva aparença modesta, és una de les estrelles més brillants i calentes de la Via Làctia. És unes 20.000 vegades més brillant que el Sol i la seva temperatura de superfície és de 42.000 K (emet doncs en la major part dins l'ultraviolat, la seva lluminositat total és 1 milió de vegades la del Sol). Situat a 1.400 anys llum de la Terra, seria tant brillant con la Lluna plena si fos tant pròxima con Alfa Centauri.
Naos és un supergegant blau. S'ha estimat que és 18 vegades més massiva que el Sol i 40 vegades més gran que aquest. Volta molt ràpidament sobre ella mateixa, a la velocitat de 200 m/s a l'equador, i perd cada any una part de la seva massa, produint un vent estel·lar 10 milions de vegades més important que el vent solar.

### Altres estrelles
π Pup, la segona estrella de la constel·lació, és una estrella doble composta d'un supergegant taronja i d'una estrella blanca molt separades l'una de l'altre. Formen part d'un cúmul d'estrelles que es pot veure a l'ull nu com una taca poc lluminosa voltant π Pup.
L1 i L2 Pup formen una doble òptica separable a l'ull nu. Són distants moltes de centenes d'anys llum l'una de l'altra i la seva proximitat aparent no és més que un efecte òptic.
Una altra estrella porta nom propi: Azmidiske (ξ Pup).

### Taula de recapitulació de les estrelles de Puppis
| Estrella          | Magnitud aparent | Magnitud absoluta | Distància (anys llum) | Tipus espectral |
| ----------------- | ---------------- | ----------------- | --------------------- | --------------- |
| Naos (ζ Pup)      | 2,21             | -5,95             | 1400                  | O5IAf           |
| π Pup             | 2,71             | -4,92             | 1095                  | K3Ib            |
| ρ Pup             | 2,83             | 1,41              | 63                    | F2mF5IIp        |
| τ Pup             | 2,94             | -0,80             | 183                   | K1III           |
| ν Pup             | 3,17             | -2,39             | 423                   | B8III SB        |
| σ Pup             | 3,25             | -0,51             | 184                   | K5III SB        |
| Azmidiske (ξ Pup) | 3,34             | -4,74             | 1348                  | G6Ia            |
| c Pup             | 3,62             | -4,52             | 1388                  | K4III           |
| a Pup             | 3,71             | -1,41             | 345                   | G5III...        |
| 3 Pup             | 3,94             | ?                 | ?                     | A2Iabe          |
| P Pup             | 4,10             | -4,80             | 1965                  | B0III           |
| 11 Pup            | 4,20             | -1,74             | 503                   | F7/F8II         |
| J Pup             | 4,22             | -4,65             | 1942                  | B0.5Ib          |
| 16 Pup            | 4,40             | -1,41             | 473                   | B5V             |
| h² Pup            | 4,42             | -0,47             | 311                   | K1II-III        |
| HR 2906           | 4,44             | 2,39              | 84                    | F6V             |
| NS Pup            | 4,44             | -4,36             | 1875                  | K4III           |
| q Pup             | 4,44             | 2,16              | 93                    | A7III           |
| V Pup             | 4,47             | -3,29             | 1165                  | B1Vp+B2         |
| QW Pup            | 4,49             | 2,86              | 69                    | F0IV            |
| QZ Pup            | 4,49             | -1,98             | 641                   | B2V             |
| HR 2948           | 4,50             | -1,22             | 454                   | B5IVn           |
| ο Pup             | 4,40             | -5,00             | 2471                  | B1IV:nne        |
| f Pup             | 4,53             | -0,67             | 358                   | B8IV/V          |
| HR 3131           | 4,61             | 0,29              | 238                   | A1V             |
| HR 2949           | 4,62             | -1,10             | 454                   | B5IVn           |
| 1 Pup             | 4,63             | -2,75             | 977                   | K5III           |
| HR 3089           | 4,63             | -2,09             | 720                   | B1.5Vp          |
| HR 2922           | 4,65             | 0,46              | 225                   | B8V             |
| HR 2881           | 4,65             | -4,00             | 1754                  | G2Ib            |
| NV Pup            | 4,65             | -2,42             | 847                   | B2V+B3IVne      |
| PU Pup            | 4,69             | -1,45             | 551                   | B8IV            |
| Q Pup             | 4,69             | 0,48              | 227                   | K0III           |
| 19 Pup            | 4,72             | 0,95              | 185                   | K0III           |
| HR 3226           | 4,73             | -6,04             | 4660                  | A5Ib            |
| HR 2762           | 4,75             | -0,43             | 355                   | B8-9V           |
| HR 3113           | 4,76             | -3,47             | 1443                  | A7III           |
| MX Pup            | 4,78             | -2,61             | 980                   | B2ne            |
| KQ Pup            | 4,82             | -5,25             | 3363                  | A4Ia            |
| A Pup             | 4,83             | -1,98             | 752                   | B3IV-V          |
| W Pup             | 4,83             | -2,22             | 839                   | K2II/III        |
| HR 2961           | 4,84             | -1,39             | 574                   | B3V             |
| HR 2874           | 4,85             | -5,13             | 3230                  | A6Ib/II         |
| L1 Pup            | 4,87             | 1,14              | 182                   | A0pSi           |
| H Pup             | 4,92             | 1,07              | 192                   | A4IV            |
| HR 2608           | 4,94             | -2,62             | 1063                  | M1III           |
| HR 2959           | 4,98             | -1,60             | 677                   | K3III           |
| HR 2549           | 4,99             | -2,23             | 906                   | K2/K3III        |
| 20 Pup            | 4,99             | -2,89             | 1231                  | G5Ib/II         |
| HR 3079           | 5,01             | 3,73              | 59                    | F3/F5V          |
| HR 2770           | 5,03             | -2,31             | 959                   | B3V             |
| 4 Pup             | 5,03             | 0,73              | 236                   | F2V             |
| HR 2998           | 5,04             | 3,13              | 79                    | G5IV            |
| HR 2462           | 5,05             | -0,58             | 436                   | G8III           |
| t Pup             | 5,07             | -1,77             | 760                   | B4IV/V          |
| HR 3035           | 5,07             | -2,83             | 1240                  | B2IV/V          |
| N Pup             | 5,08             | -2,90             | 1284                  | B2.5IV          |
| OS Pup            | 5,09             | -2,70             | 1178                  | B2V             |
| 12 Pup            | 5,09             | -1,82             | 786                   | G8II            |
| L2 Pup            | 5,10             | 1,18              | 198                   | M5IIIe          |
| NW Pup            | 5,11             | -1,93             | 836                   | A0V             |
| HR 2719           | 5,12             | 0,21              | 313                   | K2III           |
| HR 3002           | 5,12             | 1,02              | 216                   | K1III           |
| HR 2548           | 5,14             | 3,13              | 82                    | F5III           |
| O Pup             | 5,14             | 0,32              | 300                   | K2III           |
| 9 Pup             | 5,16             | 4,05              | 54                    | G2V             |
| 6 Pup             | 5,17             | 0,72              | 253                   | K3III           |
| HR 3283           | 5,18             | -3,31             | 1631                  | B2IV-V          |
| HR 2666           | 5,20             | 0,27              | 315                   | Am              |
| HR 3037           | 5,22             | -3,33             | 1673                  | B1V             |
| HR 3140           | 5,22             | 1,41              | 189                   | F3V             |
| F Pup             | 5,24             | -0,55             | 469                   | A0V             |
| MZ Pup            | 5,25             | -4,03             | 2347                  | M2II            |
| HR 2384           | 5,28             | 1,71              | 169                   | F2V             |
| E Pup             | 5,30             | -0,32             | 434                   | A3pSrEuCr       |
| HR 3315           | 5,32             | -0,64             | 507                   | K4/K5III        |
| HR 3043           | 5,32             | 0,35              | 321                   | G0III           |
| HR 3183           | 5,33             | -2,54             | 1222                  | A3Ib/II         |
| HR 3114           | 5,36             | -2,32             | 1121                  | B2.5V           |
| HR 3018           | 5,36             | 4,45              | 50                    | G0V             |
| HR 2981           | 5,41             | -0,98             | 618                   | B3V             |
| y Pup             | 5,41             | -0,75             | 557                   | B3V             |
| HR 3085           | 5,44             | -1,39             | 757                   | K1IIICN...      |
| HR 3326           | 5,45             | -1,53             | 813                   | B3V             |
| 5 Pup             | 5,48             | 3,08              | 99                    | dF5             |
| HR 3091           | 5,48             | -1,47             | 801                   | B2V             |

Nota: Els valors numèrics provenen de les dades mesurades pel satèl·lit Hipparcos

## Objectes celestes
Puppis es troba sobre la Via Làctia i conté molts de cúmuls i nebuloses, la major part visibles amb petits instruments òptics, els cúmuls oberts M46 i M47, 10 º a l'est i un poc al nord de Sírius, M93, NGC 2451, NGC 2467 i NGC 2477 i les nebuloses planetàries NGC 2438 i NGC 2440.
La nebulosa de Gum s'estén en part sobre Puppis (la part més gran es troba dins Vela). És el residu d'una supernova, en part il·luminada par Naos.

## Història i mitologia
La Nau Argo representava, a la mitologia grega, el vaixell amb el que Jàson va partir a la cerca del velló d'or. Ptolemeu la va esmentar a l'Almagest. A causa de la seva àrea (1.884 graus quadrats) i la seva extensió (70 º de l'est a l'oest), Nicolas-Louis de Lacaille la dividí en tres constel·lacions el 1752. La constel·lació de Puppis és una de les parts resultants.